# Neotsu (Oregon)
Neotsu je obec v americkém státě Oregon.
Neotsu se nachází na 45. rovnoběžce severní šířky, tj. přesně uprostřed mezi rovníkem a severním pólem. Leží na severovýchodní straně jezera Devils Lake, na severním konci města Lincoln City, asi jeden km od oregonského pobřeží Tichého oceánu. Osadou prochází silnice 101, pobřežní spojnice Kanady a Mexika.
V Neotsu se nachází pošta založená 28. března 1928, dále také golfové hřiště, kemp a dětský tábor.
Název Neotsu pochází z jazyka domorodých obyvatel a bývá překládán jako "jezero" nebo také "zlá voda".